# رایت سیتی (اکلاهما)
رایت سیتی(به انگلیسی: Wright City) شهری در ایالت اکلاهما کشور ایالات متحده آمریکا است که جمعیت آن در سرشماری سال ۲۰۱۰ میلادی، ۷۶۲ نفر بوده‌است.